# XPeng X9
XPeng X9 — электромобиль-минивэн производства компании XPeng Motors. Дебютировал 17 мая 2023 года в Гонконге вместе с XPeng G6. 

## Описание

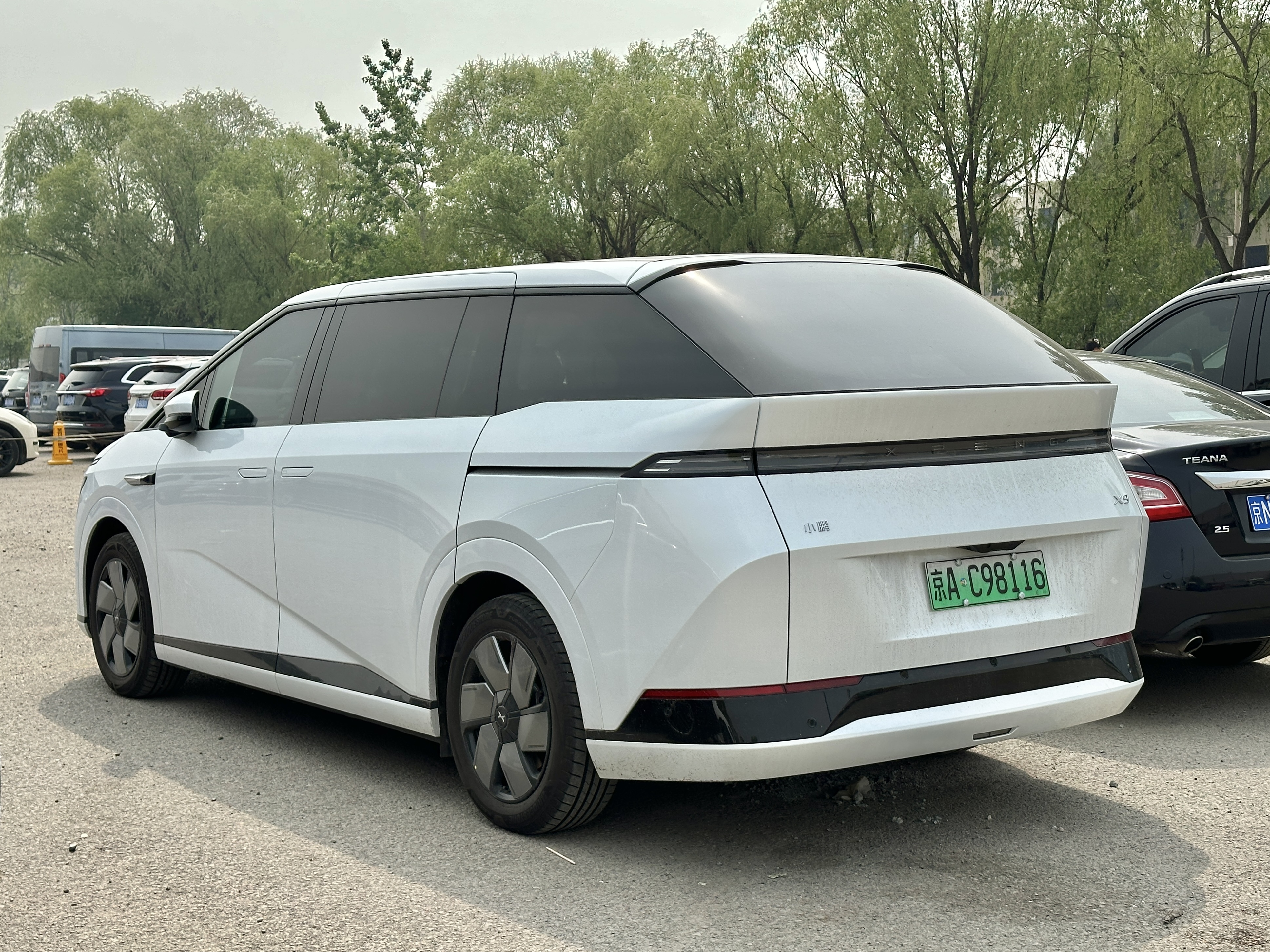
Вид сзади

XPeng X9 базируется на платформе SEPA 2.0. В салоне автомобиля три ряда и семь мест для сидения в конфигурации 2—2—3.
Коэффициент аэродинамического сопротивления составляет 0,227 Кд. В разное время XPeng X9 оснащается литий-железо-фосфатным аккумулятором ёмкостью 84,5 кВт⋅ч производства Eve Energy, либо тройным аккумулятором NMC ёмкостью 101,5 кВт⋅ч производства CALB.
Платформа SEPA 2.0 поддерживает зарядку напряжением 800 В, что позволяет увеличить запас хода на 300 км за 10 минут зарядки. В зависимости от различных комбинаций аккумуляторов и электродвигателей, запас хода составляет 610 км, 640 км и 702 км по циклу CLTC.